# أليسيا غاردينر
أليسيا غاردينر (بالإنجليزية: Alicia Gardiner)‏ هي ممثلة أسترالية، (ولدت في أستراليا القرن 20  م).

## وصلات خارجية
- أليسيا غاردينر على موقع IMDb (الإنجليزية)
- أليسيا غاردينر على موقع قاعدة بيانات الفيلم (الإنجليزية)